# Liste alter Berufsbezeichnungen
Die Liste alter Berufsbezeichnungen nennt ggf. sogar historische Berufsbezeichnungen, die heute nicht mehr verwendet werden. Darunter befinden sich auch unehrliche Berufe. Einige leben auch in den Familiennamen weiter.

## Liste
- Abdecker
- Abtrittanbieter
- Adelantado
- Aeneatores
- Alguacil
- Altbüsser
- Amanuensis
- Ameisler
- Amme
- Amtsschreiber
- Anisölbrenner
- Apothekenassistent
- Apothekenfacharbeiter
- Apothekerassistent
- Archiater
- Arkanist
- Armbruster
- Armbrustspanner
- Aschenbrenner
- Aschenmann
- Aschköter
- Aufwecker
- Auskultator
- Ausscheller
- Avhauer
- Avocat
- Avoué
- Badchan
- Bader
- Balbierer
- Bandlkramer
- Bandreißer
- Bannwart
- Barbier
- Barchentweber
- Barde
- Barettmacher
- Barsenmeister
- Bartenhauer
- Bauconducteur
- Baumwollpflücker
- Bauschreiber
- Beckenwerker
- Beigesetzter
- Bematist
- Benshi
- Bergbahnmatrose
- Bergbeamter
- Berghauptmann
- Bergknecht
- Bergkommissionsrat
- Bergmannsbauer
- Bergmeister
- Bergrichter
- Bergschmied
- Bergschreiber
- Bergvogt
- Bernsteindreher
- Beschließerin
- Besenbinder
- Bierherr
- Bomätscher
- Bornmeister
- Bratenmeister
- Bremser
- Brezenreiter
- Briefmaler
- Brotschauer
- Brunnenmeister
- Buchbinder
- Buchführer
- Buckelapotheker
- Buckelkrämer
- Buntmacher
- Bördevogt
- Büchsenmeister
- Büchsenspanner
- Büdner
- Büro-, Näh-, Sprechmaschinen- und Fahrradmechaniker
- Bürstenbinder
- Caffamacher
- Calculator
- Chausseewärter
- Chemigraf
- Conseil juridique
- Corduanmacher
- Cornicen, römischer Hornbläser
- Dageschalke
- Deputant
- Director musices
- Diurnist
- Diätar
- Donkeyman
- Draufschläger
- Drechsler
- Drost
- Dschimken, polnische Flößer und Schiffsleute in Preußen
- Ebenist
- Egetkötter
- Einfahrer
- Einreißer
- Einschlagmacher
- Eishändler
- Elektropraktiker
- Euler
- Fabrikinspektor
- Fachangestellte Gesundheit
- Facharbeiter für BMSR-Technik
- Facharbeiter für Fertigungsmittel
- Facharbeiter für Glastechnik
- Facharbeiter für Nachrichtentechnik
- Facharbeiter für Schreibtechnik
- Facharbeiter für Tierproduktion
- Facharbeiter
- Fahnenschmied
- Fasszieher
- Feilenhauer
- Feinmechaniker Fachrichtung Nähmaschineninstandhaltung
- Feldscher
- Feldschütze
- Fergger
- Fernmelde-, Elektro- und Apparatemonteur
- Fingerhüter
- Fiskal
- Flecksieder
- Fleetenkieker
- Flintenspanner
- Flusssieder
- Flößer
- Fontänenmeister
- Former
- Formschneider
- Forstläufer
- Fotolaborant
- Freibauer
- Freigärtner
- Fronbote
- Fruchtmesser
- Fudasashi
- Fuhrmann
- Funkelektroniker
- Futterschneider
- Fächermacher
- Färber
- Fördermann
- Gandy dancer
- Gas- und Wasserinstallateur
- Gasriecher
- Gassenkehrer
- Gaukler
- Gelbgießer
- Gemeindediener
- Gemeindehirte
- Gerber
- Gerichtsdiener
- Gerichtsschöppe
- Geschirrflicker
- Gewandmeister
- Gewandschneider
- Gisaeng
- Glasträger
- Gograf
- Goze
- Grobschmied
- Grossweibel
- Großkötter
- Grubenjunge
- Grubenschreiber
- Grubenverwalter
- Gutfertiger
- Hafenbinder
- Hake
- Hakenrichter
- Halbbauer
- Halbspänner
- Handlanger
- Handschuhmacher
- Handwerkschirurg
- Harzer
- Haspelknecht
- Hauderei
- Hauer
- Hauptmannsgericht
- Hausmaler
- Haustochter
- Hautboist
- Hefner
- Heimbürge
- Heimbürger
- Heizer
- Heizungsbauer
- Hekimbasi
- Hektemoroi
- Hellanodik,  Kampfrichter bei den Olympischen Spielen der Antike
- Hemerodromos
- Henker
- Herold
- Hipparch
- Hirsch
- Hitzläufer
- Hofdichter
- Hofegänger
- Hoffaktor
- Hofhandwerker
- Hofkapellmeister
- Hofkomponist
- Hofkünstler
- Hofnarr
- Hofrichter
- Hofzwerg
- Holländermüller
- Holzbitzler
- Holzknecht
- Holzmesser
- Holzschnitzer
- Holzschuhmacher
- Hoplomachos
- Hoppenplöcker
- Hucker
- Hufner
- Hundepeitscher
- Hundeschläger
- Hundshautgerber
- Hungerkünstler
- Hutmacher
- Hutschenschleuderer
- Hüttenschreiber
- Hüttler
- Impresario
- Informatikkaufmann
- Inste
- Justicia de Aragón
- Justiziar
- Kachelbäcker
- Kaffeeriecher
- Kambe
- Kamm
- Kammerdiener
- Kammerfrau
- Kammermohr
- Kammerprokurator
- Kammertürke
- Kannengießer
- Kanzleischreiber
- Kanzleisekretär
- Kartenmaler
- Kartenschlägerin
- Kastigator
- Kaufmannsgehilfe
- Kawass
- Kerzenzieher
- Kesselflicker
- Kesselschmied
- Kesselwärter
- Kettenschmied
- Kienrußbrenner
- Kiepenkerl
- Kino-Pianist
- Kinoerklärer
- Kipper
- Kirchentreiber
- Kitharöde
- Klageweib
- Klausmeister
- Klausurmacher
- Kleiber
- Kleinkötter
- Klesmer
- Klüttenbäcker
- Knecht
- Knochenbrecher
- Kohlenmesser
- Kohlentrimmer
- Kolbenkerl
- Kommis
- Kompastmacher
- Komprador
- Kondukteur
- Konstruktions- und Fertigungstechnischer Assistent
- Kontradiktor
- Konzipist
- Korbmacher
- Korkschneider
- Korsettmacher
- Kotzenmacher
- Kreisarzt
- Krenweiberl
- Kräuterfrau
- Kräutersammler
- Kunstmeister
- Kupfermeister
- Kupferstecher
- Kuxkränzler
- Kämmler
- Köhler
- Küper
- Kürschner
- Lakai
- Lampist
- Landrichter
- Landschaftseinnehmer
- Landschreiber
- Landschwede
- Laufbursche
- Laukkuryssä
- Leibarzt
- Leichenbitter
- Leineweber
- Leyendecker
- Lichtputzer
- Liederweib
- Liquidator
- Lithograf
- Lithotomus
- Logograph
- Lohgerber
- Losmann
- Löffelschnitzer
- Lögsögumaður
- Löw
- Magd
- Mannrichter
- Marketender
- Medizinalassistent
- Melbler
- Menger
- Messererbote
- Messerschmied
- Metsieder
- Metteur
- Michel-Türmer
- Milchmädchen
- Mittelkötter
- Muldenhauer
- Munotwächter
- Muter
- Mühlenbauer
- Münzmeister
- Nachtwächter
- Nagelschmied
- Nardenmacher
- Narr
- Nautae
- Nestler
- Nomenclator
- Notarius civitatis
- Notenstecher
- Nummularius
- Nähknecht
- Nähmaschinen- und Zweiradmechaniker
- Oberreichsanwalt
- Oidor
- Öler
- Ordnungsrichter
- Ortsrichter
- Pansenklopper
- Panzermacher
- Parlier
- Paternostermacher
- Pechsieder
- Pelzbrüder
- Pergamentmacher
- Pfaidler
- Pfaidlerei
- Pfeifenbäcker
- Pfeifer
- Pfleger
- Pharmazeutischer Assistent
- Pharmazieingenieur
- Physikat
- Pianolist
- Planetenverkäufer
- Plattner
- Pliesterer
- Plockflötjer
- Pochteca
- Polizeianwalt
- Polizeifürsorgerin
- Portefeuillemacher
- Porzelliner
- Posthalter
- Postschwede
- Priestermechaniker
- Pritschenmeister
- Proklamator
- Prokurator
- Protonotarius
- Prozessagent
- Präzeptor
- Pulveraffe
- Punkteur
- Punzer
- Quacksalber
- Quatorzième
- Rangschiffer
- Raschmacher
- Rattengiftverkäufer
- Rauchwarenzurichter
- Rechtskonsulent
- Recorder
- Reepschießer
- Reepschläger
- Referendarius Lithuaniae
- Registrator
- Reidemeister
- Reifendreher
- Reifschneider
- Reisemarschall
- Reisläufer
- Repasseur
- Revierbeamter
- Rheinkadett, Lastenträger und Hilfsarbeiter in den Häfen und an den Werften entlang des Niederrheins
- Riemer
- Rieselwärter
- Ritterschaftshauptmann
- Ritzenschieber
- Rotgießer
- Rotschmied
- Rottaler Hafner
- Rundfunkgebührenbeauftragter
- Rundfunktenor
- Ruttnern
- Röhrmeister
- Sackpfeifer
- Sackreißer
- Sakebaro
- Salpetersieder
- Sanglier
- Sauschneider
- Schalenschneider
- Scharwächter
- Schaufelhacker
- Scherenschleifer
- Scherge
- Schiffsheizer
- Schildmacher
- Schindelmacher
- Schlauchleger
- Schmierbrenner
- Schmuckeremit
- Schneider
- Schnellläufer
- Schnitter
- Scholar
- Schopper
- Schreiber im Alten Ägypten
- Schreibmeister
- Schriftgelehrter
- Schriftgießer
- Schriftschneider
- Schriftsetzer
- Schröter
- Schuh- und Lederwarenstepper
- Schuhputzer
- Schulmeister
- Schweinepriester
- Schweizer
- Schwertfeger
- Schösser
- Seelnonne
- Seifensieder
- Sensenschmied
- Sesselfrau
- Siechenmutter
- Siechentröster
- Siechknecht
- Silberdiener
- Silhouetteur
- Simmermacher
- Skomoroch
- Skribent
- Somatophylakes
- Spannmann
- Spielmann
- Spielzeugmacher
- Spillenmacher
- Spinner
- Sporer
- Staatsbauer
- Stadtpfeifer
- Stadtpfleger
- Stadtphysicus
- Stadtrichter
- Stadtschreiber
- Stadttambour
- Staller
- State electrician
- Steiger (Bergbau)
- Steiger (Feuerwehr)
- Steindämmer
- Steinfischerei
- Steinhauer
- Steinrichter
- Stellmacher
- Stellmacherei
- Stereotypeur
- Steuerbevollmächtigter
- Steuerperäquator
- Sticker
- Streckenwärter
- Strotter
- Strumpfwirker
- Stückgießer
- Stückmeister
- Säumer
- Tafelrichter
- Tambourmajor
- Taschenspieler
- Tauner
- Thesmothet
- Tonsor
- Traktorist
- Trambahnschienenritzenreinigerin
- Truhenmeister
- Tuchbereiter
- Tuchscherer
- Tuchwalker
- Türmer
- Uhrenträger
- Universitätsrichter
- Verwaltungsaktuar
- Verweser
- Viertelsmeister
- Vierwerke
- Volksrichter
- Vollspänner
- Vorkoster
- Voyageur
- Waffenschmied
- Wagenschmiermann
- Waldläufer
- Waldschütz
- Waldzeichenschneider
- Wandersänger
- Wanderziegler
- Wardein
- Wasserträger
- Weber
- Wegmacher
- Wegwärter
- Wehrbauer
- Weinberghüter
- Weinmesser
- Weinschenk
- Weissküferei
- Weißgerber
- Weißnäherin
- Werkzeugmacher
- Werkzeugschmied
- Wiesenmacher
- Wildcatter
- Wirker
- Woith
- Wollschläger
- Wraker
- Wundarzt
- Yeoman
- Zainschmied
- Zapfensteiger
- Zehntner
- Zeichenschläger
- Zeidlerei
- Zeltmacher
- Zeugmacher
- Ziechenweber
- Ziegelböhm
- Zinsbauer
- Zofe
- Überreiter